# Axylia tangens
Axylia tangens là một loài bướm đêm trong họ Noctuidae.